# Жильжа
Жи́льжа — село Рівненської області, що знаходиться на відстані 26 км. від колишнього районного центру м. Костопіль і відноситься до Деражненської сільської громади (до 2016 р. до Дюксинської сільської ради). У селі є дві вулиці: Незалежності і Прибережна. Дворів – 45, населення – 145 чол.
Мальовниче село Жильжа з трьох боків оточене лісом. Посеред села протікає річечка Жильжанка, на берегах якої є багато джерел; є став, орендований.

## Походження назви
Дослідження походження назви населеного пункту.
Серед хвойних лісів у мальовничому куточку України розташувалося невеличке село. Ім’я йому Жильжа. У жодному із словників не знайдеш походження цього слова. Звідки, з яких давніх-давен озвалося воно у людських серцях? Кажуть, п’ять, а то й вісім віків звучить на цій землі. Хто вони були, оті перші жильжани і звідки прийшли у лісову тишу?
У давні часи українські села і міста потерпали від набігів татар. Люди змушені були покидати свої нажитки і шукати прихистку у предковічних лісах. Щоб зберегти своїх дітей, щоб ростити хліб, щоб радіти життю.
Землі тут не дуже родючі, але перші жильжани і не шукали легку здобич. Вони мріяли жити у мирі та злагоді. Мабуть, саме від слів «жити», «життя», «жильці» і пішла назва села Жильжа. 
Ще однією версією походження назви села є припущення старожилів про те, що серед прийдешніх був дуже міцний жиловатий чоловік. Можливо й з ним пов’язана назва села.

## Історія села
В історичних документах згадки про село важко знайти, хоча за переказами старожилів воно вже існувало у XVI ст. 
Період XVI-XVII ст. видався смутним в історії нашого краю. Серед багатьох його бід найбільше дошкуляли татарська займанщина. Набіги татарських завойовників були тоді справжньою трагедією для Волині (50-60-і рр. XVI ст.).  
Хроніки та акти тієї епохи зафіксували численні напади татар на Рівне та навколишні села. Найбільш беззахисними перед страхітливими нападами були села. Вороги їх буквально змітали, а людей забирали у жахливу неволю. Відновлювати життя в таких умовах було украй тяжко. Люди залишали все. Очевидно ці події і стали причиною утворення нових поселень, одним з яких стало село Жильжа. 
У ті далекі часи людям жилося дуже важко. Село лише починало розростатись. Людям доводилось розкорчовувати ліси, готувати поля для засівів. Справжнім рятівником для них став ліс, адже там багато грибів і різних ягід. А ще могли полювати на тварин, у місцевій річці та болотах ловити рибу. Пізніше важливу роль відіграло домашнє господарство. Люди тримали волів, коней, корів, овечок та різну птицю. Займалися в основному землеробством. Знаряддя праці були дерев’яні, тому обробляти землю було дуже важко. Нелегкою була доля жінки. Її обов’язком було: заготівля харчів,  ведення господарства, виховання дітей. Та й одяг потрібен був. Найважчим заняттям було ткацтво. Цим ремеслом повинна була володіти кожна жінка. Щоб виготовити полотно, потрібно було використати багато знарядь: прач, стелище, чавун, тріпачки, гребінь, мички, веретена. Готові нитки снували у пасьма. Потім відбілювали або ж фарбували корою дуба чи вільхи. Висушували і змотували у клубки. На спеціальних верстатах ткали полотно: тонке для святкового одягу, грубе сіре для буденного. Пізніше з вовняних ниток ткали килимки. Взуття було бідне: постоли, бутинки. Чоботи з'явилися у селі на початку XX ст.  
Важким стає життя селян у другій половині XIX ст., коли українські землі входили до складу Польщі. З приходом панів селяни не могли вільно користуватися лісовими багатствами. Потрібно було купувати білети, які давали право людям на збирання ягід і грибів. Родючіші землі у селян теж відібрали. Отож щоб вижити селяни змушені були найматися на роботу до землевласників, за що отримували платню, часто продуктами.
Будинки у селі були дерев’яні, покриті соломою. Печі майстрували із «сирівки» (цегли), власноруч виготовленої з рудої глини, якої поблизу села було багато. Навчилися сільські умільці з лози плести кошики, лісянки, які використовували у домашньому господарстві.  
Одягалися селяни невибагливо. Щоденним вбранням прабабусь були сорочки з грубого сірого полотна, свита, фартух, камізелька. У свята одягали сорочки з тонкого білого полотна, оздоблені вишивками. Чоловіки носили теж полотняні сорочки, штани, свити. Із взуття були постоли, трепи, гумовці. Не забували селяни і про звичаї: святкували свята, дотримувались посту, відвідували церкву. Власного храму у селі не було, ходили у сусіднє село Дюксин.  
За Ризьким договором 1921 року Жильжа відійшла до польської держави – Речі Посполитої, яка запровадила жорстокий окупаційний режим. Соціальне гноблення доповнювалося національним. Але і ці важкі часи жильжанам вдалося пережити. 

### Топографічна карта села
Село починає помало розбудовуватись, а життя селян покращуватись. Вже до 1930 р. у селі нараховувалось шістдесят хат. У селі жили переважно українці. Та збереглося багато переказів, що поблизу села були поселення, у яких проживали поляки і німці. Так, наприклад, на окраїні села жили поляки - родина Ломжин, в урочищі Межанка - сім’я Косарицьких. Поляки були біднішими за українців, мали менше землі. Жили українці з поляками дружно. «Дочка Ломжина Антося охрестила мене, стала моєю хресною-матір’ю. А моя мати врятувала їй життя, заховавши від переслідувань», - згадує О. Біляшевич. Своїх покійників поляки хоронили у с.Деражне. До урочища Юзефина жили родини німців.  По інший бік села у Фрідріксдорфі (урочища Середнє і Накоти) жили теж німці, які перед Другою світовою війною покинули село. 
На початку ХХ ст. частина земель поблизу села належала полякам, а частину почали купляти переселенці з інших областей України. Так було засновано хутір Пеньки. Першими жителями були родина пані Дмитрихи, Рудницькі тощо. Згодом туди поселяються й інші жителі, хутір починає розбудовуватись. В історичних документах значиться як с.Борівка. За переказами старожилів дізнаємось, що в ньому налічувалось до 80 дворів. Були у селі школа, хато-читальня.
```
Село Жильжа належало до Деражненського гміну. При Польщі старостою у селі був У. Новак, умів читати й писати.
```

Розвиток освіти у селі почався досить пізно. Початкова школа була відкрита приблизно у 20-30-х рр. минулого століття в будинку одного з місцевих жителів. Вчителювали полячка Петрушівська Мар’яна та рідний брат Ніла Хасевича Анатолій Хасевич з Дюксина. Викладали польську мову, арифметику, закон Божий. У 1939-40-х рр. школу перенесли в інше приміщення, де навчав грамоти місцевий житель Кравчук Валентин Степанович. 
Продовжує розвиватися господарство. Було у селі збудовано водяний млин (у роки війни німці спалили), також невелика олійниця була, яку селяни Павло і Себастян Веремчуки зробили для власних потреб. У Новака Івана були жорна, на яких мололи зерно на борошно. Адже хліб пекли самі. 
У вересні 1939 року  у село прийшла радянська влада. Забирають землі у поляк, роздають біднішим селянам. Візити совєтів у село починають частішати. 
Після приходу радянської влади у с.Борівка організовується сільська рада, якій підпорятковується с.Жильжа. Починається нове життя без пана і осадника… Раптом війна.
22 червня 1941 р. страшною грозовою хмарою налетіла фашистська навала на українські землі. Не оминуло це горе і жильжан. Вже на другий день чоловіки пішли на фронт. Це ускладнило ведення господарства. Залишилися старі, немічні, жінки і діти. На плечі жінок лягла важка праця, вони освоювали нелегку чоловічу роботу. Село жило передчуттям біди. У вересні 1941 у село прийшли німці. «Вони зіскакували з машин, озиралися злякано навкруги, втягуючи голови в плечі і горблячись, ніби їм холодно було. Офіцер виліз із кабіни, блиснув на сонці окулярами і щось сердито закричав на них. Німці враз стрепенулися і почали розбігатись у різні сторони», - згадують жителі села. Довго не затримались, призначили старосту з місцевих жителів Остапчука І. і залишили село.
Весною 1942 р. починають створюватись партизанські загони, загони УПА. «Страшні були часи, якісь невідомі приходили вночі: забирали кожухи, їжу і за непослух карали», - говорять старожили. 
У квітні 1943 р. німецькі війська знову приїхали машинами, почали нишпорити по хатах. Сім хат згоріло зразу, бо в них знайшли зброю. А всіх жителів зігнали на вигін, неподалік лісу і тут же розтріляли сім чоловік. Після цього гітлерівці заявили, що коли сільська молодь не поїде до Німеччини на роботу, то вони знищать все село. Погодились їхати до десяти чоловік. Забравши молодь німці поїхали із села.
На селян знову звалилися труднощі. Доводилось жити по декілька сімей в одній хаті, а то й взагалі переховуватись у лісі, поблизу якого була річка із джерелами.
Джерела на берегах річки Жильжанки 
Одного жовтневого дня заповнили село партизани. Багато їх було,
```
у кожного в дворі стояли. Селяни партизанів бачили не вперше, вони часто приходили. Але то були свої, з ближнього лісу. А ці ішли здалеку, тож стали у селі відпочити. Так, - це загін підпорядкований Ковпаку, який зробив великий внесок у перемогу над ворогами.
```

У листопаді знову наїхало багато німців. Почали виганяти з хат людей для якоїсь, як вони казали, «акції». Кого впіймали, то погнали на болото і всіх перестріляли,  за свідченям селян - 33 чоловіки.
Проте не злякали вбивці тих, що залишилися живими. До села приходили партизани і мешканці допомагали ім продуктами. Були в Жильжі й полонені, яким удалося втекти з фашистського констабору в Яновій Долині. Їх переховували як могли.
Нова буря фашистів налетіла 20 січня 1944 р. На  цей раз гітлерівці спалили Жильжу до тла, а людей зігнали до клуні і також підпалили. Очевидці казали, що загинуло у вогні до 80 чоловік. Лише одній жінці чудом вдалося врятуватись. Це – Косянець Варварі.
Нікого не милували кати: ні немічних стариків, ні немовлят… найменшій дитині, яка згоріла там виповнився лише один місяць, - це Косянець Михайло Адамович. Його іменем назвали міст через Жильжанку. 
Міст через річку Жильжанку ім.Косянця М.А.
На околиці села, на тому місці, де згоріли у клуні люди у жовтні 1980 р. буде відкрито пам’ятник «Жертвам фашизму». 
Пам’ятник  «Жартвам фашизму» на околиці села
Село зачепили не лише матеріальні втрати, спричинені війною, але і людські жертви. На фронті загинуло 15 чоловік, більше 120 мирних жителів села.
Після фашистського «господарювання» залишилася в селі одна-єдина хата, вціліла чудом. Люди жили у землянках. Повернувшись із війни, чоловіки почали налагоджувати своє власне господарство. Адже мали власну землю. Господарювали одноосібно. Майже в кожній хаті були коні або воли. Селяни робили на власні землі, яку отримали до війни за «совєтів» і жили за рахунок цього.
З приходу радякської влади Жильжа стає селом Деражненського району Рівненської області.
Після війни знову виникає необхідність у навчанні. Школа як і раніше була розміщена по хатах. Спочатку у хаті Веремчук Савети, потім у Крищук Ганни, Кривчука Микити, Веремчук Ксенії, Косянця Йосипа, Кривчука Кіндрата. В ці роки вчителює Гриньчий Мотя Романівна.
10 січня 1948 р. у приміщенні, яке було збудовано власними силами, відкрили початкову школу. Сюди прийшла працювати молода дев’ятнадцятирічна Сав’як Євгенія Григорівна. Діти в школу ходили дуже бідні, багато з них були сиротами. Крім знань їм були потрібні тепло й ласка. 
Із спогадів вчительки Св’як Є. Г. «Невдовзі ми організували дитячу художню самодіяльність. В кінці березня готувалися взяти участь в огляді юних аматорів сцени, що мав відбутися в Деражному. На огляд відвезли нас підводами, ми вибороли там третє місце. Дітям вручили подарунки: пряники, цукерки, зошити, підручники, книги, чорнило, олівці. Вони були цасливі а біля них і я». У 1953 р. вчителює Пашковський В. С. Першим директором був Хваєвський Григорій Юхимович, який подає клопотання про будівництво нової школи.
Відбудова сільського господарства у нашому краї відбувалася  у складних умовах. Одним із наслідків антилюдської моделі відбудови народного господарства став голод 1946-1947 рр., який був викликаний неврожайністю. Причиною була ще й бездіяльність влади, яка відправляла ешелонами зерно у країни Східної Європи. Жильжани змогли уникнути цього страшного лиха. На заході не було значної посухи, але хліба все ж таки не вистачало. Селяни ходили по хліб у Рівне за 25 км. «В одні руки давали по одній буханці, тому в черзі стояли по кілька разів», - згадують жителі села. 
Селяни у переважній більшості прагнули вести індивідуальне господарство, а той же час влада тримала курс на колективізацію сільського господарства. Робота зі створення колгоспу почалася відразу після війни. Вона велася в основному у формі жорстокого примусу. У людей забирали землі, коні, плуги, борони. Примушували писати заяви, що добровільно здають своє майно у колгосп. Хто не хотів, то били. Багатші селяни, їх називали куркулями, не хотіли колгоспу. За непокору їх карали. Так Новака Г. і його родину відправили у Сибір. Люди, які не вступали до колгоспу повинні були здати в рік 12 кг. масла, 120 яєць, 25 кг. м’яса, зерно, молоко, шкіру свинячу та інші податки.
У 1950 р. у селі було створено колгосп  «Перше травня», головою якого був Кривчук І. М., пізніше Назарук А. Г.
Важко жилося селянам. За один трудодень платили п’ять копійок (це дуже мало). Жили в основному з власного господарства: продавали молоко, сир, сметану, масло, а також гриби та ягоди. 
У 1951р. у колгоспі було побудовано ферму. У господарстві налічувалось до 40 коней, 10 корів, 50 курей. З’являється також перший трактор на залізних колесах. Першим трактористом був Кривчук Г.. Зав- фермою був Кривчук Г., бухгалтером Косянець П.. 
У 1953 р. Жильжу приєднують до колгоспу в с.Дюксин, який дістав назву «Прогрес». Колгоспникам дають земельні наділи по 30-50 соток. Село підпорядковується Дюксинській сільській раді. У 1947-1950 рр. селяни не тільки землеробством займались, а й були залучені до інших промислів. Так у Костопільському, пізніше Клеванському лісгоспі заготовляли ліс: вирізали, корували. Пізніше стали насаджувати посадки. Були й такі, що ходили пішки за 15 км. у с.Оржів, працювати на деревообробний завод, адже там платили більше. 
У другій половині 1950 рр. влада Деражненського району взялася розформовувати хутори й некомпактні хуторські села. З карти району зникли Пеньки, Борівка та ін. Селян примусили покинути обжиті садиби. Вони перебрались до села Жильжа, інших сусідніх сіл, розбрелися по світу.
Кількість населення збільшувалась, люди будувались, обзаводились господарством. У селі було до 90 дворів. Будинки були здебільшого дерев’яні, покриті соломою. Електричного світла ще не було, світили свічками або гасовими лампами. По гас ходили у Рівне, простоювали у довгих чергах. 
У 50-х р. основним заняттям для жінок було землеробство, а довгими зимовими вечорами ткали в когось у хаті (адже верстати були не у всіх) полотно, килими, радюги, доріжки. Дівчата вишивали, готували собі придане, хлопці ж сватали дівчину по вигоді.
Були у молоді й свої розваги. Збиралися просто в хатах, хлопці грали на гармошках, а дівчата танцювали.
У 50-60-х роках селяни їхали на південь України (Херсон, Кіровоград, пізніше у Крим) на заробітки. Грошей не давали, платили зерном.
У 1952 р. сільпо у селі започатковує магазин. Спочатку по хатах (Кривчука І., Сав’яка Т., Косянця А., Біляшевича В.), оскільки побудуований у селі він був аж у 1972 р.
Магазин с. Жильжа
У 1956 р. відкривається медпункт, спочатку у хаті Марчука Андрія, пізніше у 1960 р. побудували нове приміщення. Фельдшером-акушером працювала Ілючок Н.П..
Медпункт с. Жильжа
У 1958-59-х роках село належить до Клеванського району, пізніше до Костопільського.
У жовтні 1960 р. в селі відкрили нову восьмирічну школу на чолі з Гусаком А.І.. Його справу продовжили Шайдевич В.М., Бізюк В.І., Новак С.О. та ін. 
Жильжанська ЗОШ І-ІІ ст.
Закінчивши вісім класів, учні до школи ішли в інші села, Деражне чи Звіздівку, де вчилися ще два роки. Наприкінці 70-х років було започатковано вечірню школу, у якій люди вчилися не зважаючи на вік. Щоб отримати середню освіту, закінчували одинадцять класів. Вчителями у школі були Теодорович М.М., Теодорович Л.М., Максимець А.Я., Марчук Л.М.. Приміщення початкової школи віддають під клуб. Хлопці і дівчата організовують концерти, спектаклі. У цьому ж приміщенні працює бібліотека.
У 1967 р., з появою електричного світла, у селі з’являються перші радіо і телевізори.
У 1977-78-х роках через село проклали шосе, проїхав перший автобус Костопіль-Деражне через Дюксин.
Шосе
У роки незалежності розвиток села призупиняється. У 1994 р. закрили клуб, визнавши його аварійним. Зменшується кількість учнів у школі, стоїть питання про закриття. Але на численні прохання батьківського та педагогічного колективу школу вдається зберегти. На деякий час призупиняється рух автобуса. Молодь залишає село у пошуках кращого життя. Занепадає також і колгосп. У 2002 р. розпочинають паювати землю, у 2003 р. – майно. Колгосп «Прогрес» розділився на КСП «Край» і ПСП «Прогрес». 
З 2006 року ТОВ «ОДЕК» Україна починає возити мешканців села на роботу. 
У 2011 р. відновлюється рух маршрутного автобуса.
У селі Жильжа Костопільського району 22 січня 1942 р. народився Михайло Іванович Степанюк, автор багатьох віршованих збірок. Нині живе в селі Грабів Рівненського району. 
Михайло Іванович Степанюк – автор віршованих збірок для дітей
Також у селі є народні умільці, це  - Сімощук Василиса Сергіївна (уроженка села Поляни Березнівського району), нині жителька села Жильжа Костопільського району – майстриня української вишивки. 

Сімощук Василиса Сергіївна – майстриня української вишивки
Майстрами лозоплетіння є Степура Я.О., Марчук П.А.. Також у селі є багатодітна родина Степурів Ярослава та Галини, які народили та виховали 13 дітей. 
Нині у селі діє школа, ФАП, крамниця. Справжньою окрасою села є став.
Ставок с. Жильжа